# Перейра, Жозе Мария
Жозе Мария ди Андраде Перейра (порт. José Maria de Andrade Pereira; род. 10 октября 1932, Сан-Боржа, Риу-Гранди-ду-Сул) — бразильский фехтовальщик-шпажист. Участник летних Олимпийских игр 1968 года, трёхкратный серебряный призёр Панамериканских игр 1963, 1967 и 1971 годов.

## Биография
Жозе Мария Перейра родился 9 октября 1932 года в бразильском муниципалитете Сан-Боржа.
Выступал в соревнованиях по фехтованию за «Фламенгу» из Рио-де-Жанейро.
Трижды выигрывал серебряные медали Панамериканских игр в командных турнирах шпажистов: в 1963 году в Сан-Паулу, в 1967 году в Виннипеге и в 1971 году в Кали.
В 1968 году вошёл в состав сборной Бразилии на летних Олимпийских играх в Мехико. В командном турнире шпажистов сборная Бразилии, за которую также выступали Артур Крамер, Дариу ду Амарал и Карлос ду Коуту, в первом раунде проиграла Великобритании — 6:10 и Франции — 3:13 и не смогла выйти дальше, не набрав достаточного процента побед.